# 1904年夏季奥林匹克运动会田径比赛
1904年夏季奧林匹克運動會田徑比賽共舉行了25項田徑賽事，其中總共頒發74枚獎牌（25金牌、25銀牌和24銅牌）。這次奧運會引入了多項比賽，包括全能和鐵人三項，並增加了一個56磅的重量投擲項目，同時把短跨欄賽稍微延長了從2500米到2590米，隊際賽的距離從5000米延長到4英里（約6437米），而長跨欄賽則被取消。總共25項賽事比1900年舉辦的多兩項。
圣路易斯华盛顿大学的校園上專門興建一條賽道，這條賽道是一條長約1/3哩（536.448米）的灰塵賽道，有一條長直路段。

## 項目成績
| 項目                  | 金牌                                                                                            | 金牌        | 银牌 | 银牌        | 铜牌                              | 铜牌       |
| 60米 （詳細）         | 阿奇·哈恩 · 美国（USA）                                                                         | 7.0 WR      | 威廉·霍根森 · 美国（USA）                                                                                    | 7.2         | Fay Moulton · 美国（USA）         | 7.2        |
| 100米 （詳細）        | 阿奇·哈恩 · 美国（USA）                                                                         | 11.0        | 纳撒尼尔·卡特梅尔 · 美国（USA）                                                                              | 11.2        | 威廉·霍根森 · 美国（USA）         | 11.2       |
| 200米 （詳細）        | 阿奇·哈恩 · 美国（USA）                                                                         | 21.6 OR     | 纳撒尼尔·卡特梅尔 · 美国（USA）                                                                              | 21.9        | 威廉·霍根森 · 美国（USA）         | 不詳       |
| 400米 （詳細）        | 哈里·希尔曼 · 美国（USA）                                                                       | 49.2 OR     | 弗兰克·沃勒 · 美国（USA）                                                                                    | 49.9        | 赫尔曼·格罗曼 · 美国（USA）       | 50.0       |
| 800米 （詳細）        | 吉姆·莱特博迪 · 美国（USA）                                                                     | 1:56.0 OR   | 霍华德·瓦伦丁 · 美国（USA）                                                                                  | 1:56.3      | Emil Breitkreutz · 美国（USA）    | 1:56.4     |
| 1500米 （詳細）       | 吉姆·莱特博迪 · 美国（USA）                                                                     | 4:05.4 WR   | Frank Verner · 美国（USA）                                                                                   | 4:06.8      | Lacey Hearn · 美国（USA）         | 不詳       |
| 馬拉松 （詳細）       | 托馬斯·希克斯 · 美国（USA）                                                                     | 3:28:53     | 阿爾貝·科雷 · 法国（FRA）                                                                                    | 3:34:52     | 亞瑟·牛頓 · 美国（USA）           | 3:47:33    |
| 110米欄 （詳細）      | 弗雷德里克·舒爾 · 美国（USA）                                                                   | 16.0        | Thaddeus Shideler · 美国（USA）                                                                              | 16.3        | Lesley Ashburner · 美国（USA）    | 16.4       |
| 200米欄 （詳細）      | 哈里·希爾曼 · 美国（USA）                                                                       | 24.6        | Frank Castleman · 美国（USA）                                                                                | 24.9        | George Poage · 美国（USA）        | 不詳       |
| 400米欄 （詳細）      | 哈里·希爾曼 · 美国（USA）                                                                       | 53.0 OR     | 弗蘭克·沃勒 · 美国（USA）                                                                                    | 53.2        | George Poage · 美国（USA）        | 56.8       |
| 2590米障礙 （詳細）   | 吉姆·萊特博迪 · 美国（USA）                                                                     | 7:39.6      | 約翰·戴利 · 英国（GBR）                                                                                      | 7:40.6      | 亞瑟·牛頓 · 美国（USA）           | 7:45.6     |
| 4英里團體賽 （詳細）  | 美国（USA） · 紐約體育會 · 亞瑟·牛頓 · 喬治·安德伍德 · Paul Pilgrim · 霍華德·瓦倫丁 · 大衛·曼森 | 27 分       | 混合（ZZX） · 芝加哥體育協會 · 吉姆·萊特博迪 · Frank Verner · Lacey Hearn · 阿爾貝·科雷 (FRA) · Sidney Hatch | 28 分       | 無頒發獎牌                        | 無頒發獎牌 |
| 跳遠 （詳細）         | 邁爾·普林斯坦 · 美国（USA）                                                                     | 7.34 米 OR  | 丹尼爾·弗蘭克 · 美国（USA）                                                                                  | 6.89 米     | Robert Stangland · 美国（USA）    | 6.88 米    |
| 三級跳遠 （詳細）     | 邁爾·普林斯坦 · 美国（USA）                                                                     | 14.32 米    | Fred Englehardt · 美国（USA）                                                                                | 13.90 米    | Robert Stangland · 美国（USA）    | 13.36 米   |
| 跳高 （詳細）         | 塞繆爾·琼斯 · 美国（USA）                                                                       | 1.80 米     | 加勒特·瑟維斯 · 美国（USA）                                                                                  | 1.77 米     | 保羅·魏因施泰因 · 德国（GER）     | 1.77 米    |
| 撐竿跳高 （詳細）     | 查爾斯·德沃夏克 · 美国（USA）                                                                   | 3.50 米 OR  | LeRoy Samse · 美国（USA）                                                                                    | 3.35 米     | Louis Wilkins · 美国（USA）       | 3.35 米    |
| 立定跳遠 （詳細）     | 雷·尤里 · 美国（USA）                                                                           | 3.47 米 WR  | 查爾斯·金 · 美国（USA）                                                                                      | 3.27 米     | John Biller · 美国（USA）         | 3.25 米    |
| 立定三級跳遠 （詳細） | 雷·尤里 · 美国（USA）                                                                           | 10.54 米    | 查爾斯·金 · 美国（USA）                                                                                      | 10.16 米    | Joseph Stadler · 美国（USA）      | 9.60 米    |
| 立定跳高 （詳細）     | 雷·尤里 · 美国（USA）                                                                           | 1.60 米     | Joseph Stadler · 美国（USA）                                                                                 | 1.44 米     | Lawson Robertson · 美国（USA）    | 1.44 米    |
| 推鉛球 （詳細）       | 拉爾夫·羅斯 · 美国（USA）                                                                       | 14.81 米 WR | Wesley Coe · 美国（USA）                                                                                     | 14.40 米    | Lawrence Feuerbach · 美国（USA）  | 13.37 米   |
| 擲鐵餅 （詳細）       | 馬丁·謝里登 · 美国（USA）                                                                       | 39.28 米 OR | 拉爾夫·羅斯 · 美国（USA）                                                                                    | 39.28 米 OR | Nicolaos Georgandas · 希腊（GRE） | 37.68 米   |
| 擲鏈球 （詳細）       | 約翰·弗拉納根 · 美国（USA）                                                                     | 51.23 米 OR | 約翰·德威特 · 美国（USA）                                                                                    | 50.26 米    | 拉爾夫·羅斯 · 美国（USA）         | 45.73 米   |
| 56磅投擲 （詳細）     | Étienne Desmarteau · 加拿大（CAN）                                                              | 10.46 米    | 約翰·弗拉納根 · 美国（USA）                                                                                  | 10.16 米    | 詹姆斯·米切爾 · 美国（USA）       | 10.13 米   |
| 鐵人三項 （詳細）     | Max Emmerich · 美国（USA）                                                                      | 35.7 分     | 約翰·格里布 · 美国（USA）                                                                                    | 34.0 分     | 威廉·默茲 · 美国（USA）           | 32.9 分    |
| 全能賽 （詳細）       | Tom Kiely · 英国（GBR）                                                                         | 6036 分     | Adam Gunn · 美国（USA）                                                                                      | 5907 分     | Truxtun Hare · 美国（USA）        | 5813 分    |

## 奖牌榜
| 排名                     | 国家 / 地区              | 金牌 | 銀牌 | 銅牌 | 总计 |
| ------------------------ | ------------------------ | ---- | ---- | ---- | ---- |
| 1                        | 美国                     | 23   | 22   | 22   | 67   |
| 2                        | 英国                     | 1    | 1    | 0    | 2    |
| 3                        | 加拿大                   | 1    | 0    | 0    | 1    |
| 4                        | 法国                     | 0    | 1    | 0    | 1    |
| 4                        | 混合                     | 0    | 1    | 0    | 1    |
| 6                        | 德国                     | 0    | 0    | 1    | 1    |
| 6                        | 希腊                     | 0    | 0    | 1    | 1    |
| 总计（共7个国家 / 地区） | 总计（共7个国家 / 地区） | 25   | 25   | 24   | 74   |

## 參賽國家
賽事共有來自11個國家的233名參賽運動員參加。
- （2）
- 加拿大（5）
- 古巴（1）
- 法国（1）
- 德国（9）
- 英国（3）
- 希腊（10）
- 匈牙利（2）
- 南非（3）
- 瑞士（1）
- 美国（196）

## 外部連結
- 國際奧林匹克委員會資料庫 （页面存档备份，存于）